# Bartolomé Spina
Bartolomé Spina (nacido en Pisa alrededor de 1475; muerto en Roma, 1546) fue un teólogo y filósofo escolástico dominicano italiano.

## Vida
Se unió a la Orden Dominicana en Pisa en 1494. Estuvo involucrado en el intento de apoderarse del convento milanés de Sant'Eustorgio por parte de los frailes observantes de la Congregación de Lombardía, antes de convertirse en maestro de estudios en el estudio dominico de Bolonia en 1513-1514.
Como vicario inquisitorial en Módena entre 1517 y 1519, Spina participó en los juicios contra brujas. Estaba en desacuerdo con el Canon Episcopi: por ejemplo, sostuvo, basándose en los hallazgos de la Inquisición, que las brujas eran capaces de volar. 
Spina sirvió como maestro regente en S. Domenico, en Bolonia, a principios de la década de 1530. Fue nombrado por el Senado veneciano  catedrático de teología en la Universidad de Padua en 1536. También fue durante un tiempo socio del Maestro General de la Orden de Predicadores y prior provincial de Tierra Santa.
En julio de 1542, fue nombrado Maestro del Palacio Sagrado por el Papa Pablo III, y durante los cuatro años que desempeñó las funciones de ese cargo prestó servicios a la Santa Sede y a los Padres del Concilio de Trento, siendo consultado con respecto a muchas cuestiones difíciles y polémicas. Como Maestro del Palacio Sagrado, se decía que buscaba oponerse a De revolutionibus de Copérnico, pero no llegó a hacerlo porque falleció.
Spina denunció a varios otros teólogos como herejes. Entre ellos se encontraban Tomás Cayetano, con quien se enfrentó a partir de 1518; Ambrose Catharinus, que acusó ante Paulo III en 1546; y Pietro Pomponazzi. 

## Obras
Las principales obras de Spina son:
- "Tutela Veritatis de Immortalitate Animæ contra Petrum Pomponatium" (1518)
- "Flagelo en Tres Libros Apologæ Pomponatii de Immortalitate Animæ" (1518)
- "Tractatus de Strigibus et Lamiis" (Venecia, 1523)
- "Apologiæ Tres adversus Joann. Franc. Ponzinibium Jurisperitum" (Venecia, 1525)

También editó muchas obras de Tomás de Aquino, incluido su comentario sobre la Física, la Metafísica y las obras lógicas, así como algunos de sus comentarios bíblicos (Mateo, Isaías, Jeremías y Lamentaciones).
En su tratado "De Conceptione B. Mariæ Virg." (Venecia, 1533), Spina se opuso a la doctrina de la Inmaculada Concepción.